# Petrus Jacobus Jacobs
Petrus Jacobus Jacobs (Halen, 7 februari 1792 - aldaar, 22 november 1849) was een Belgische burgemeester.

## Levensloop
Jacobs was notaris. Hij werd begin 1830 burgemeester van Halen. Hij bleef dit tot aan zijn dood eind 1849. Zijn zoon Firmin werd later ook notaris en burgemeester van Halen.